# Țipordei, Florești
Țipordei este un sat din cadrul comunei Cuhureștii de Jos din raionul Florești, Republica Moldova.

## Demografie
Conform recensământului populației din 2004, satul Țipordei avea 464 locuitori: 462 moldoveni/români și 2 ruși.